# Poker en 1975
Cet article résume les événements liés au monde du poker en 1975.

## Tournois majeurs

### World Series of Poker 1975
Le 10 mai Sailor Roberts (en) remporte le Main Event.

## Naissance
- 18 février : Jeff Shulman (en) joueur professionnel américain de poker.
- 5 août : Isabelle "No Mercy" Mercier joueuse de poker professionnelle canadienne.
- 10 août : Kara Scott personnalité télévisuelle, journaliste et joueuse de poker.
- 9 octobre : Quinn Do (en) joueur professionnel américain de poker.
- 21 novembre : Chris Moneymaker joueur professionnel américain de poker.

## Décès
- 12 novembre : Joe Bernstein (en) joueur professionnel américain de poker.